# Флавиан (Вдовин)
Епи́скоп Флавиа́н (в миру Фео́дор Ива́нович Вдо́вин; род. 1930, Чуровичи, Западная область — 1995, Москва) — епископ Русской древлеправославной церкви; епископ Московский.

## Биография
Родился в селе Чуровичи (ныне — в Климовском районе Брянской области). До момента воцерковления посещал храмы Московского патриархата, состоял в КПСС. Был крещён в храме Белокриницкого согласия, но позже перешёл в юрисдикцию Русской древлеправославной церкви.
17 сентября 1983 года во время Архиерейской службы Божественной Литургии в Спасо-Преображенском кафедральном храме в городе Новозыбкове был пострижен в иночество с именем Флавиан.
18 сентября 1983 года был рукоположён в сан епископа Московского. Восстановил церковь Знамения Пресвятой Богородицы в своём родром селе Чуровичи.
На Соборе, проходившем 19—21 октября 1988 года в Новозыбкове, выдвинул 3 обвинения в адрес новой практики изготовления просфор, вина, а также против нововведений в чине миропомазания. Не получив на Соборе поддержки, вернулся в Москву, откуда отправил на имя архиепископа Геннадия телеграмму следующего содержания: «Архиепископу Геннадию Новозыбковскому, Московскому и Всея Руси древлеправославных христиан старообрядцев, я епископ Московский Флавиан сообщаю, что с 13 ноября 1988 года отхожу от вашего руководства в связи с тем, что своим еретичеством вы довели Церковь Христову до раскола». В 1990 году был вновь принят в общение с РДЦ.
Скончался в 1995 году.